# Johannes Frießner
Johannes Frießner (Chemnitz, 22 marzo 1892 – Bad Reichenhall, 26 giugno 1971) è stato un generale tedesco della Wehrmacht durante la seconda guerra mondiale. Fu decorato con la croce di cavaliere della Croce di Ferro con Fronde di Quercia.

## Biografia
Frießner fu arruolato nel Deutsches Heer nel 1911, dopo aver servito con onore nella prima guerra mondiale; servì nella Reichswehr nel dopoguerra. In seguito alla sua promozione a maggior generale (generalmajor), il 1º agosto 1940, durante la seconda guerra mondiale, fu assegnato al fronte orientale, dove il 1º maggio 1942 fu posto al comando della 102. Infanterie-Division; in seguito alla sua promozione a tenente generale (generalleutnant) il 1º ottobre 1942 servi come comandante dello XXIII. Armeekorps dal 19 gennaio al 11 dicembre 1943 e il 1º aprile 1943 fu promosso generale di fanteria (general der infanterie).
Nel febbraio 1944 fu trasferito al fronte nord e assegnato al comando del Gruppo Sponheimer (rinominato distaccamento dell'esercito "Narva" il 23 febbraio) e venne promosso a colonnello generale (generaloberst) il 1º luglio; comandando per breve tempo l'Heeresgruppe Nord fino al 25 luglio, quando fu trasferito al fronte sud per comandare l'Heeresgruppe Südukraine (in seguito rinominato Heeresgruppe Süd). Impossibilitato a respingere le offensive sovietiche nell'arco di quattro mesi del secondo fronte ucraino del generale sovietico Rodion Jakovlevič Malinovskij, fu destituito dal comando il 22 dicembre e per il resto della guerra non ebbe più incarichi, ritirandosi nella città di Bayerisch Gmain, dove mori il 26 giugno 1971.
Dal maggio 1945 al novembre 1947 Frießner fu prigioniero di guerra da parte degli americani. Nel 1951 fu eletto presidente del Verband deutscher Soldaten (l'unione dei soldati tedeschi), ma si dimise da questo incarico nel dicembre dello stesso anno. Frießner non era più tollerabile come presidente del VDS dopo che, in una conferenza stampa del 21 settembre 1951, aveva giustificato l'attacco alla Polonia come un atto legittimo "per la protezione dell'etnia tedesca in Polonia" e, inoltre, aveva contrapposto "l'oneste combattere delle Waffen-SS" con l'azione degli ufficiali della resistenza militare del 20 luglio 1944, che, secondo le sue parole, aveva scelto un metodo da respingere "dal punto di vista di un soldato", vale a dire "l'assassinio politico". Durante i primi anni '50 fu attivo come consigliere per la ristrutturazione dell'esercito della Germania Ovest, la Bundeswehr. Nel 1956 scrisse l'opera Verratene Schlachten (traduzione: Battaglie tradite), delle memorie durante il suo comando dell'Heeresgruppe Südukraine.